# Eleccions presidencials dels Estats Units de 1968
Les eleccions presidencials dels Estats Units de 1968 van ser les 46es eleccions presidencials quadriennals. Va ser una experiència esquinçadora nacional, duta a terme en un context, que inclogué l'assassinat del líder de drets civils afroamericans Martin Luther King, Jr. i els disturbis ètnics posteriors a tot el país, l'assassinat del candidat presidencial Robert F. Kennedy, manifestacions multitudinàries contra la guerra del Vietnam mitjançant la universitat americana i campus universitaris, i enfrontaments violents entre la policia i els manifestants contra la guerra en la Convenció Nacional Demòcrata de 1968.
El 5 de novembre de 1968 el candidat republicà, l'exvicepresident Richard Nixon, va guanyar les eleccions per davant del candidat demòcrata, el vicepresident Hubert Humphrey. Nixon va tenir èxit en una campanya que prometia restaurar l'"ordre públic". Alguns consideren l'elecció de 1968 una elecció que anava a realinear la permanentment interrompuda Coalició del New Deal que havia dominat la política presidencial durant 36 anys. També va ser l'última elecció en la qual dos candidats d'oposició eren vicepresidents.
L'elecció també va incloure un gran esforç de tercers per l'exgovernador d'Alabama, George Wallace. Com que la campanya de Wallace promovia la segregació racial, va demostrar ser un candidat formidable al sud; cap dels candidats de tercers ha guanyat els vots electorals de tot un estat des de llavors.

## Candidats

### Candidats del Partit Demòcrata
Candidats demòcrates:
- Hubert Humphrey, vicepresident dels Estats Units de Minnesota.
- Robert F. Kennedy, senador per Nova York i fiscal general (assassinat).
- Eugene McCarthy, senador per Minnesota.
- George McGovern, senador per Dakota del Sud.
- Lyndon B. Johnson, President dels Estats Units de Texas.

#### Galeria de candidats

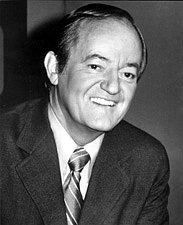
Vicepresident Hubert Humphrey de Minnesota.
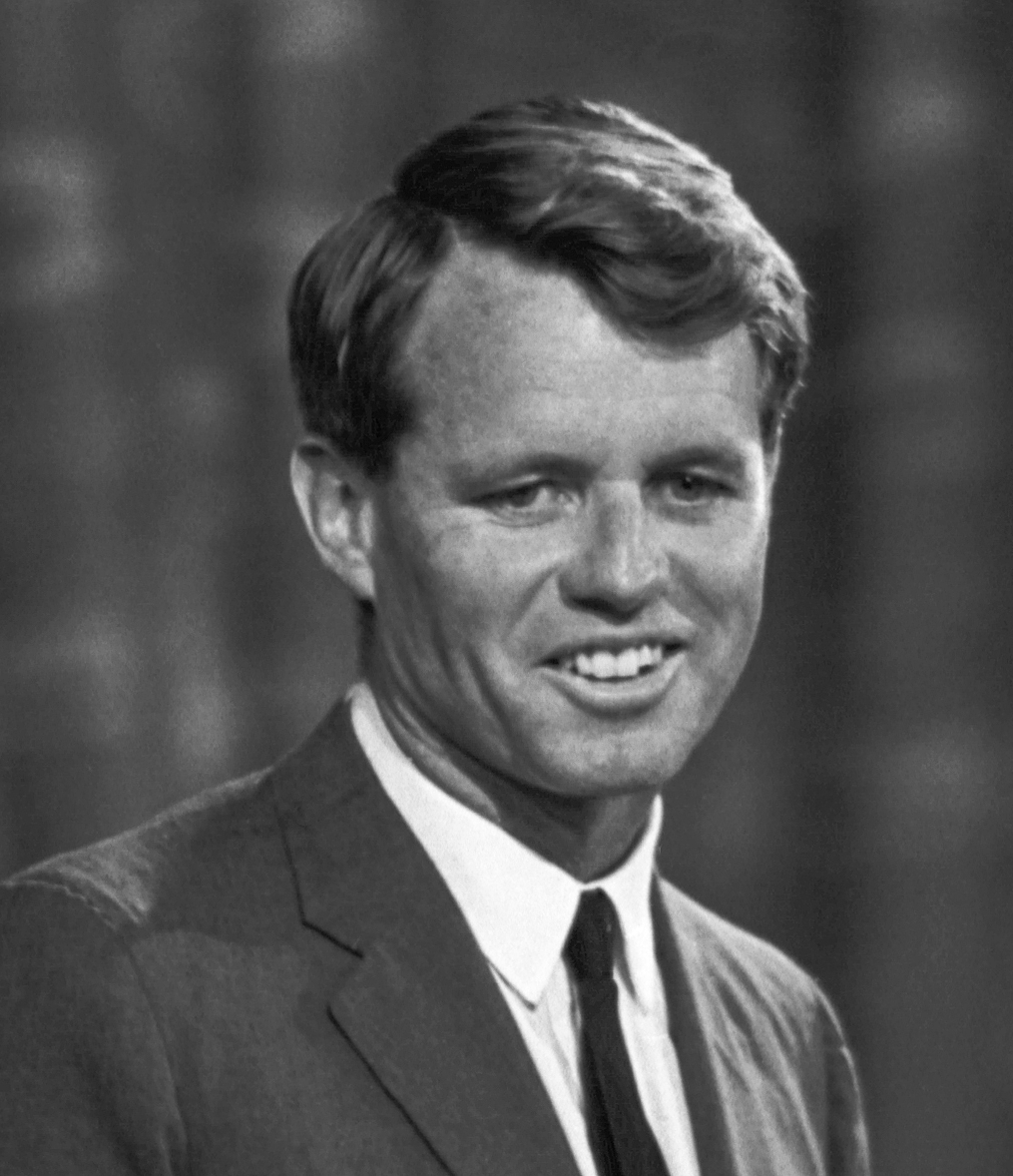
Senador i Fiscal general Robert F. Kennedy de Nova York.
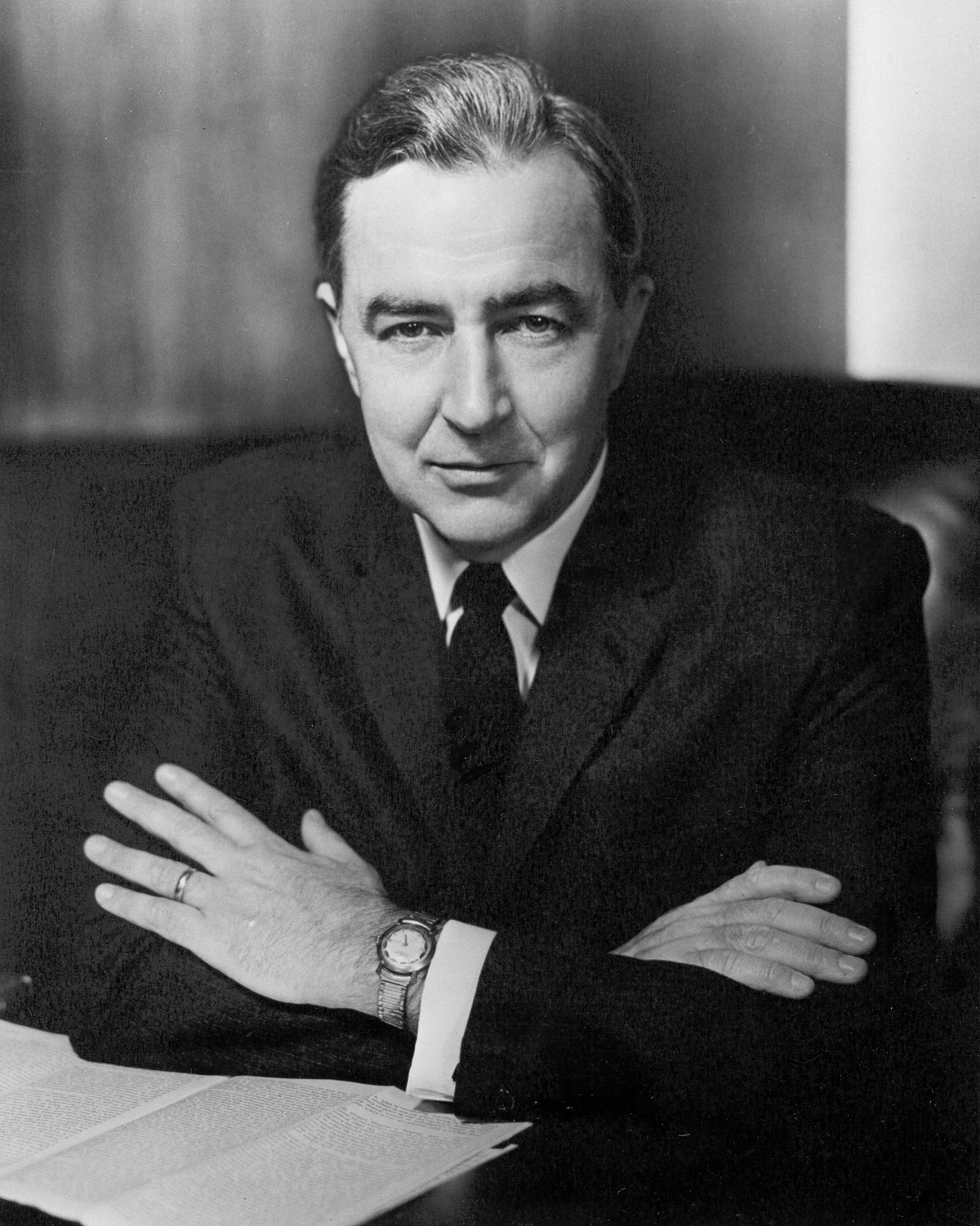
Senador Eugene McCarthy per Minnesota.
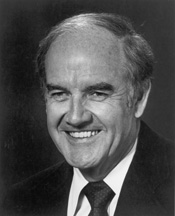
Senador George McGovern per Dakota del Sud.
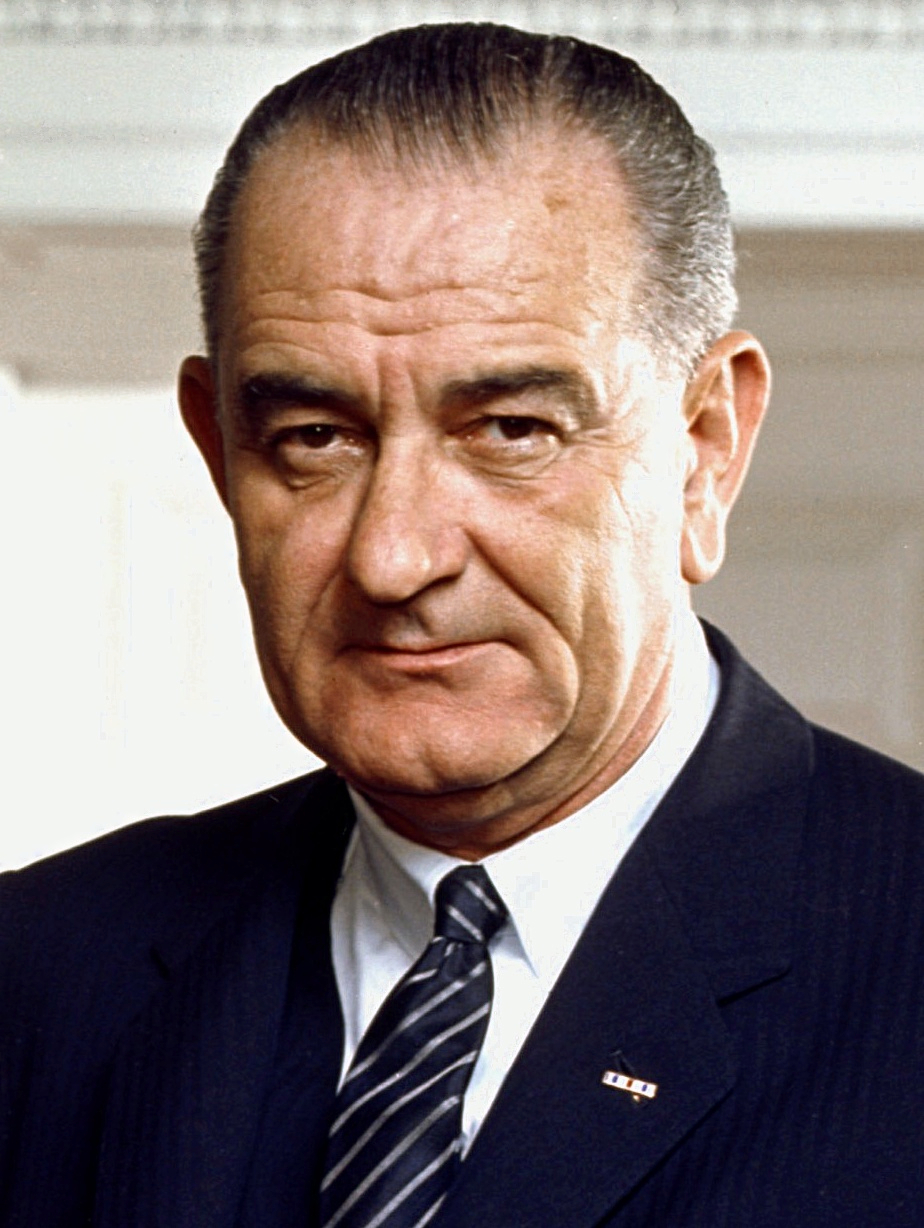
President Lyndon B. Johnson de Texas.

### Candidat del Partit Republicà
Candidats republicans:
- Richard Nixon, ex-vicepresident i senador per Califòrnia.
- Nelson Rockefeller, Governador de Nova York.
- Ronald Reagan, Governador de Califòrnia.
- George Romney, Governador de Michigan.
- Harold Stassen, Governador de Minnesota.

#### Galeria de candidats

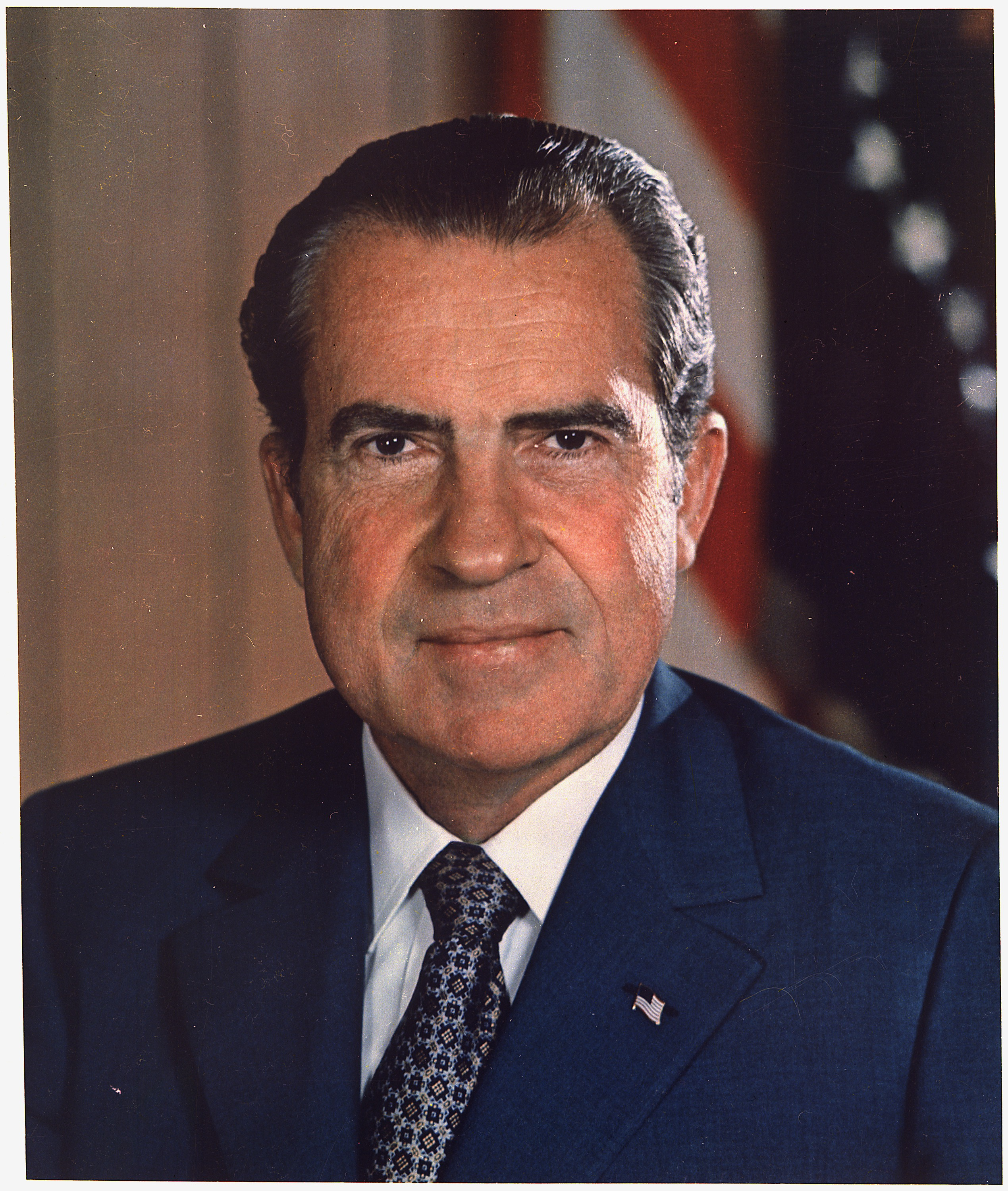
Ex-vicepresident Richard Nixon de Califòrnia.
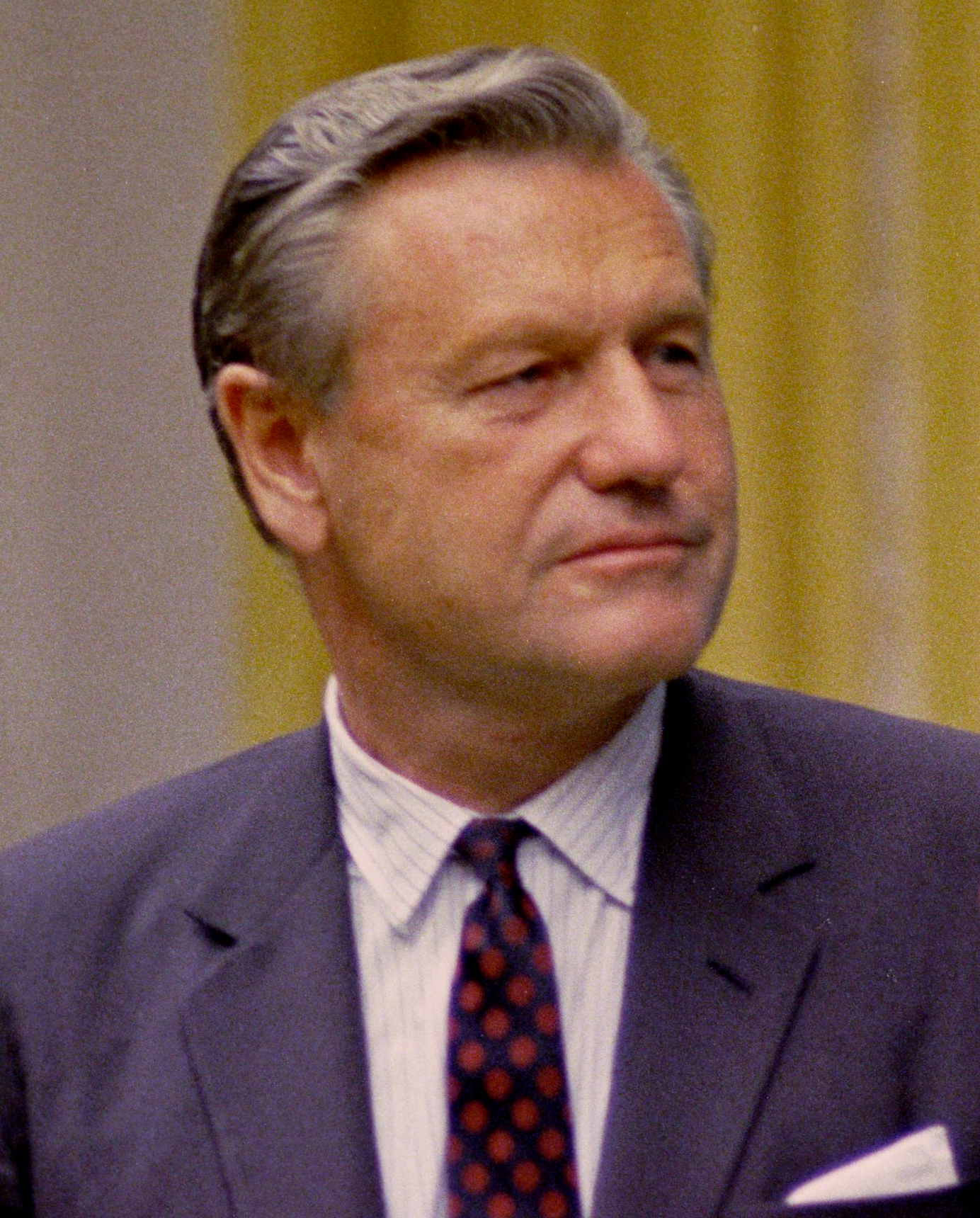
Governador Nelson Rockefeller de Nova York.
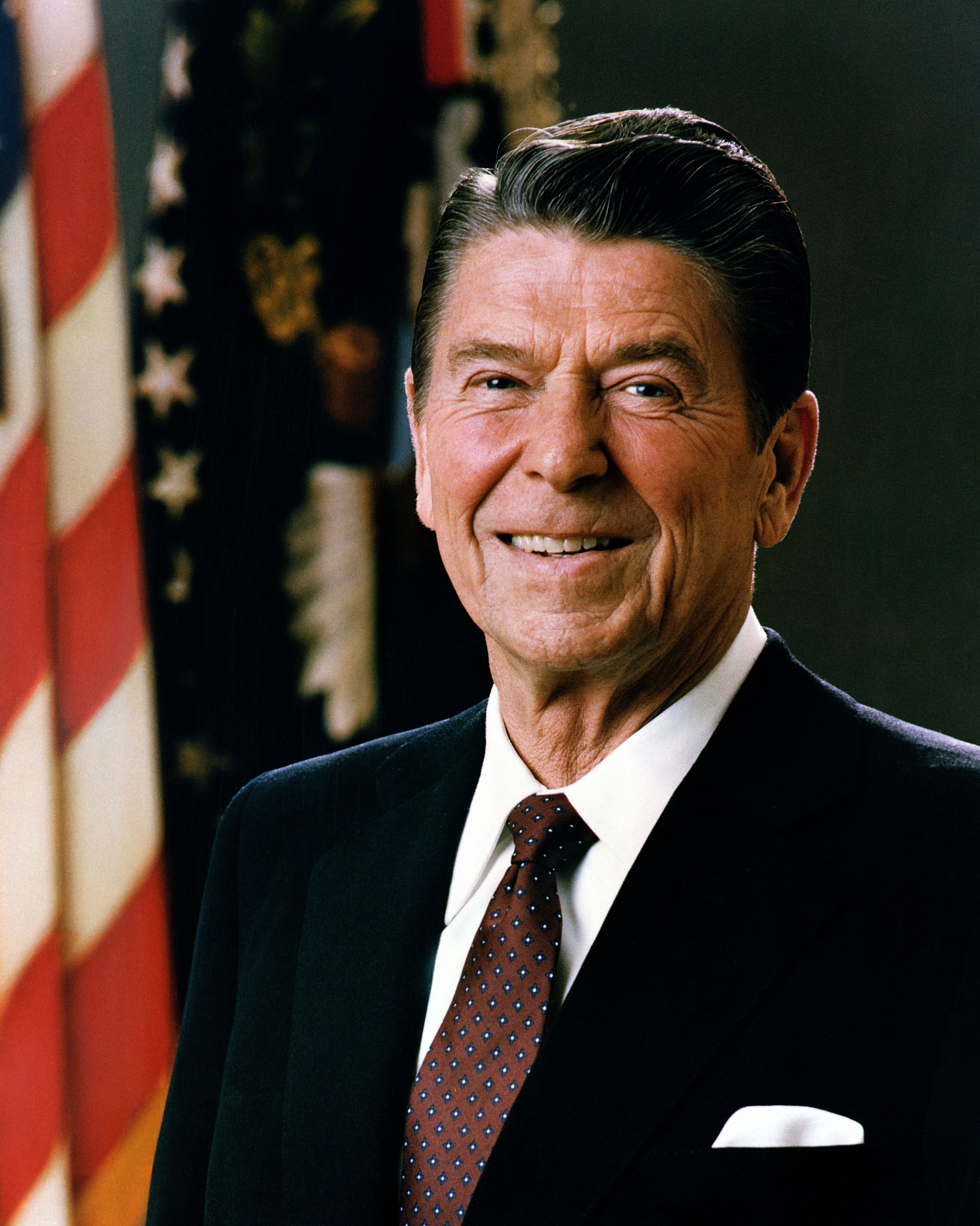
Governador Ronald Reagan de Califòrnia.
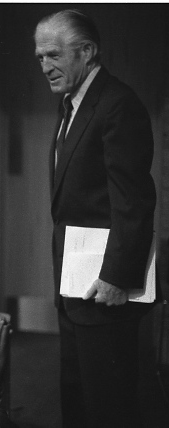
Governador George Romney de Michigan.
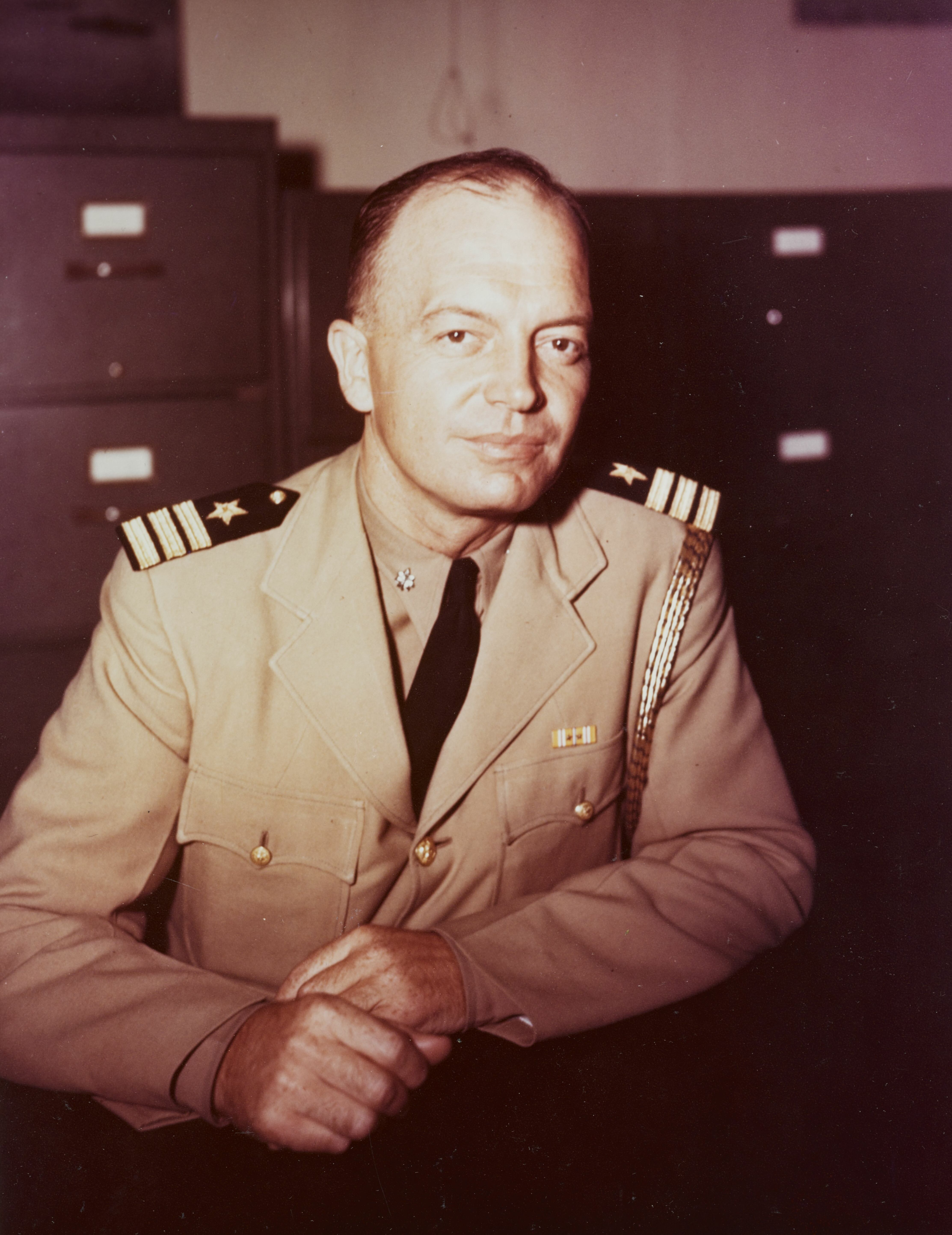
Governador Harold Stassen de Minnesota.

### Resultats detallats
| Candidat presidencial   | Partit                  | Estat natal             | Vot popular             | Vot popular             | Vot electoral | Company              | Estat natal del company | Vot electoral RM |
| Candidat presidencial   | Partit                  | Estat natal             | Vots                    | Pct                     | Vot electoral | Company              | Estat natal del company | Vot electoral RM |
| ----------------------- | ----------------------- | ----------------------- | ----------------------- | ----------------------- | ------------- | -------------------- | ----------------------- | ---------------- |
| Richard Milhous Nixon   | Republicà               | Califòrnia              | 31,783,783              | 43,4%                   | 301           | Spiro Theodore Agnew | Maryland                | 301              |
| Hubert Horatio Humphrey | Demòcrata               | Minnesota               | 31,271,839              | 42,7%                   | 191           | Edmund Sixtus Muskie | Maine                   | 191              |
| George Corley Wallace   | Independent             | Alabama                 | 9,901,118               | 13,5%                   | 46            | Curtis Emerson Lemay | Califòrnia              | 46               |
| Eugene Joseph Mccarthy  | cap                     | Minnesota               | 25,634                  | 0,0%                    | 0             | cap                  | cap                     | 0                |
| D'altres                | D'altres                | D'altres                | 243,258                 | 0,3%                    | 0             | D'altres             | D'altres                | 0                |
| Total                   | Total                   | Total                   | 73,199,998              | 100%                    | 538           |                      |                         | 538              |
| Necessitats per guanyar | Necessitats per guanyar | Necessitats per guanyar | Necessitats per guanyar | Necessitats per guanyar | 270           |                      |                         | 270              |

#### Estats propers
Els següents tretze estats foren guanyats per un marge del vot menor del 5%. En vermell els estats guanyats pel candidat Republicà Richard Nixon i en blau els estats guanyats pel candidat Demòcrata Hubert Humphrey.
1. Missouri, 1.13%
2. Texas, 1.27%
3. Maryland, 1.64%
4. Washington, 2.11%
5. Nova Jersey, 2.13%
6. Ohio, 2.28%
7. Alaska, 2.64%
8. Illinois, 2.92%
9. Califòrnia, 3.08%
10. Delaware, 3.51%
11. Pennsilvània, 3.57%
12. Wisconsin, 3.62%
13. Tennessee, 3.83%